# Komitat Borsod-Abaúj-Zemplén
Komitat Borsod-Abaúj-Zemplén (węg. Borsod-Abaúj-Zemplén vármegye) – komitat na północnym wschodzie Węgier, na granicy ze Słowacją. Powstał z połączenia części dawnych komitatów Borsod, Gömör és Kishont, Abaúj-Torna i Zemplén, pozostałych przy Węgrzech po traktacie w Trianon. Zalicza się do unijnego regionu statystycznego „Północne Węgry” (Észak-Magyarország).
Komitat obejmuje wschodnią część Średniogórza Północnowęgierskiego (Góry Bukowe, wzgórza Cserehát i Góry Zemplińskie) oraz północną część doliny Cisy (równiny Bodrogköz i Borsod). Głównymi rzekami komitatu są – poza Cisą – Bodrog, Hornád i Sajó.
Klimat w komitacie jest najbardziej kontynentalny na całych Węgrzech. Sporą część komitatu pokrywają lasy. W rolnictwie najważniejsza jest produkcja wina w tokajskim regionie winiarskim na glebach pochodzenia wulkanicznego. W okolicy Miszkolca działa wiele zakładów przemysłowych, w tym przemysłu ciężkiego. Wydobywa się tu węgiel brunatny (największe złoża w kraju) i rudę żelaza.
Na północy, przy granicy słowackiej, mieszkają nieliczni Słowacy.

## Podział administracyjny
Komitat dzieli się na 15 powiatów:
- Abaúj-Hegyköz
- Bodrogköz
- Edelény
- Encs
- Kazincbarcika
- Mezőcsát
- Mezőkövesd
- Miskolc
- Ózd
- Sárospatak
- Sátoraljaújhely
- Szerencs
- Szikszó
- Tiszaújváros
- Tokaj

### Miasta komitatu
Miasta komitatu według liczby mieszkańców (dane na podstawie spisu z 2001):
| - Miszkolc: 184 125 - Ózd: 38 405 - Kazincbarcika: 32 356 - Sátoraljaújhely: 18 282 - Mezőkövesd: 17 836 - Tiszaújváros: 17 207 - Sárospatak: 14 694 - Sajószentpéter: 13 157 | - Edelény: 11 084 - Szerencs: 10 019 - Putnok: 7515 - Felsőzsolca: 7027 - Encs: 6870 - Mezőcsát: 6537 - Szikszó: 6007 - Emőd: 5471 | - Tokaj: 5155 - Nyékládháza: 5021 - Onga: 4775 (2012) - Szendrő: 4253 - Borsodnádasd: 3605 - Abaújszántó: 3422 - Cigánd: 3299 - Gönc: 2254 - Pálháza: 1114 |

### Gminy wiejskie komitatu
Gminy wiejskie komitatu (alfabetycznie)
| - Abaújalpár - Abaújkér - Abaújlak - Abaújszolnok - Abaújvár - Abod - Aggtelek - Alacska - Alsóberecki - Alsódobsza - Alsógagy - Alsóregmec - Alsószuha - Alsótelekes - Alsóvadász - Arka - Arló - Arnót - Aszaló - Ároktő - Baktakék - Balajt - Baskó - Bánhorváti - Bánréve - Becskeháza - Bekecs - Berente - Beret - Berzék - Bodroghalom - Bodrogkeresztúr - Bodrogkisfalud - Bodrogolaszi - Bogács - Boldogkőújfalu - Boldogkőváralja - Boldva - Borsodbóta - Borsodgeszt - Borsodivánka - Borsodszentgyörgy - Borsodszirák - Bódvalenke - Bódvarákó - Bódvaszilas - Bózsva - Bőcs - Bükkábrány - Bükkaranyos - Bükkmogyorósd - Bükkszentkereszt - Bükkzsérc - Büttös - Csenyéte - Cserépfalu - Cserépváralja - Csernely - Csincse - Csobaj - Csobád - Csokvaomány - Damak - Dámóc - Debréte - Detek - Dédestapolcsány - Domaháza - Dövény - Dubicsány - Egerlövő - Erdőbénye - Erdőhorváti - Égerszög - Fancsal - Farkaslyuk - Fáj - Felsőberecki - Felsődobsza - Felsőgagy - Felsőkelecsény - Felsőnyárád - Felsőregmec - Felsőtelekes | - Felsővadász - Filkeháza - Fony - Forró - Fulókércs - Füzér - Füzérkajata - Füzérkomlós - Füzérradvány - Gadna - Gagyapáti - Gagybátor - Gagyvendégi - Galvács - Garadna - Gelej - Gesztely - Gibárt - Girincs - Golop - Gömörszőlős - Göncruszka - Györgytarló - Halmaj - Hangács - Hangony - Háromhuta - Harsány - Hegymeg - Hejce - Hejőbába - Hejőkeresztúr - Hejőkürt - Hejőpapi - Hejőszalonta - Hercegkút - Hernádbűd - Hernádcéce - Hernádkak - Hernádkércs - Hernádnémeti - Hernádpetri - Hernádszentandrás - Hernádszurdok - Hernádvécse - Hét - Hidasnémeti - Hidvégardó - Hollóháza - Homrogd - Igrici - Imola - Ináncs - Irota - Izsófalva - Jákfalva - Járdánháza - Jósvafő - Karcsa - Karos - Kács - Kánó - Kány - Kázsmárk - Kelemér - Kenézlő - Keresztéte - Kesznyéten - Kéked - Királd - Kiscsécs - Kisgyőr - Kishuta - Kiskinizs - Kisrozvágy - Kissikátor - Kistokaj - Komjáti - Komlóska - Kondó - Korlát - Kovácsvágás - Köröm - Krasznokvajda | - Kupa - Kurityán - Lak - Lácacséke - Ládbesenyő - Legyesbénye - Léh - Lénárddaróc - Litka - Makkoshotyka - Martonyi - Mád - Mályi - Mályinka - Megyaszó - Meszes - Mezőkeresztes - Mezőnagymihály - Mezőnyárád - Mezőzombor - Méra - Mikóháza - Mogyoróska - Monaj - Monok - Muhi - Múcsony - Nagybarca - Nagycsécs - Nagyhuta - Nagykinizs - Nagyrozvágy - Nekézseny - Nemesbikk - Négyes - Novajidrány - Nyésta - Nyíri - Nyomár - Olaszliszka - Ormosbánya - Oszlár - Ónod - Pamlény - Parasznya - Pácin - Pányok - Pere - Perecse - Perkupa - Prügy - Pusztafalu - Pusztaradvány - Radostyán - Ragály - Rakaca - Rakacaszend - Rásonysápberencs - Rátka - Regéc - Répáshuta - Révleányvár - Ricse - Rudabánya - Rudolftelep - Sajóbábony - Sajóecseg - Sajógalgóc - Sajóhídvég - Sajóivánka - Sajókaza - Sajókápolna - Sajókeresztúr - Sajólád - Sajólászlófalva - Sajómercse - Sajónémeti - Sajóörös - Sajópálfala - Sajópetri - Sajópüspöki - Sajósenye - Sajószöged | - Sajóvámos - Sajóvelezd - Sály - Sárazsadány - Sáta - Selyeb - Semjén - Serényfalva - Sima - Sóstófalva - Szakácsi - Szakáld - Szalaszend - Szalonna - Szászfa - Szegi - Szegilong - Szemere - Szendrőlád - Szentistván - Szentistvánbaksa - Szin - Szinpetri - Szirmabesenyő - Szomolya - Szögliget - Szőlősardó - Szuhafő - Szuhakálló - Szuhogy - Taktabáj - Taktaharkány - Taktakenéz - Taktaszada - Tarcal - Tard - Tállya - Telkibánya - Teresztenye - Tibolddaróc - Tiszabábolna - Tiszacsermely - Tiszadorogma - Tiszakarád - Tiszakeszi - Tiszaladány - Tiszalúc - Tiszapalkonya - Tiszatardos - Tiszatarján - Tiszavalk - Tolcsva - Tomor - Tornabarakony - Tornakápolna - Tornanádaska - Tornaszentandrás - Tornaszentjakab - Tornyosnémeti - Trizs - Sárazsadány - Uppony - Újcsanálos - Vadna - Vajdácska - Varbó - Varbóc - Vatta - Vágáshuta - Vámosújfalu - Vilmány - Vilyvitány - Viss - Viszló - Vizsoly - Zalkod - Zádorfalva - Zemplénagárd - Ziliz - Zubogy - Zsujta |